# Allozercon fecundissimus
Genre
Espèce
Allozercon fecundissimus est une espèce d'acariens mesostigmates de la famille des Heterozerconidae, la seule du genre Allozercon.

## Distribution
Cette espèce a été découverte en Asie du Sud-Est.

## Publication originale
- Vitzthum, 1926 : Malayische Acari. Treubia Batavia, vol. 8, p. 1-198.